# 加藤園子
加藤 園子（かとう そのこ、1976年6月11日 - ）は、日本の女子プロレスラー。

## 所属
- GAEA JAPAN（1994年 - 2005年）
- フリーランス（2005年 - 2009年）
- OZアカデミー女子プロレス（2009年8月2日 - ）

## 経歴・戦歴
1995年
- 4月15日、東京・後楽園ホールにおいて、対里村明衣子戦でGAEA JAPANからデビュー。腕ひしぎ逆十字固めでギブアップ負け。

1998年
- 2月21日、埼玉・本川越ぺペホールにおいて、対長与千種戦で不穏試合となった。チキンウィングフェイスロックでギブアップ負け。

2001年
- 2月2日、東京・後楽園ホール戦を最後に長期欠場に突入。

2002年
- 長期欠場。

2003年
- 9月23日、後楽園ホールにおいて、広田さくらのセコンドに付いて、広田をかばい、納見佳容のプランチャーが足に当たり骨折。そのあと緊急手術。長期欠場。

2004年
- 長期欠場。

2005年
- 長期欠場。この間にGAEAが解散した為、フリーに転向。

2006年
- 10月1日、東京・新宿FACE（長与千種プロデュース「Marvelous Night Special 加藤園子 Restart Again!」）において、アジャ・コングと組んで、KAORU、里村明衣子組と対戦。里村のオーバーヘッドキックで敗れる。
- 11月17日、東京・新宿FACE「第21回Ozアカデミー興行～再会～」において、里村明衣子と組んで、植松寿絵、永島千佳世組と対戦。永島の裏足4の字固めでギブアップ負け。

2007年
- 4月7日、大阪・アゼリア大正において、三田英津子と組んで、輝優優、宮崎有妃組と対戦。三田が宮崎に敗れる。
- 5月20日、東京・OZアカデミー新宿FACE大会において、カルロス天野と組んで、永島千佳世、植松寿絵組と対戦。永島から首固めで復帰後初のフォール勝利。

2008年
- OZアカデミー認定タッグ王座初代王者決定トーナメントに永島千佳世と組んで出場。7月13日決勝でカルロス天野&ダイナマイト・関西組に敗れる。

2009年
- 2月22日、アジャ・コング&松本浩代から第4代OZアカデミー認定タッグ王座を奪還。
- 8月2日、この日をもってOZアカデミー正式入団。

2014年
- 1月12日、新宿FACE大会にて、アキノミクスを推進しOZの選手とはタイトルマッチを一切行わないと言うAKINOとOZアカデミー認定無差別級選手権試合で対戦。途中肩を外すアクシデントをおこしAKINOに肩を入れてもらい試合を続行するも敗北。
- 6月4日、後楽園大会で、旧姓・広田さくらとの試合後、肩の手術のため約半年間の欠場を発表。
- 12月4日、後楽園大会で、1月11日の新宿大会で復帰することを発表。復帰戦の対戦相手にAKINOを指名する。

2015年
- 1月11日、新宿大会で復帰。
- 8月23日、横浜文化体育館大会で空位となっていたOZアカデミー認定無差別級王座決定戦に勝利し、同王座初戴冠。

2017年
- 4月15日、ポカスカジャン作詞作曲の「コノヤロー」でCDデビュー。

2022年
- 4月15日『後楽園ホール60周年還暦祭』に6人タッグマッチで出場[1]。

2025年
- 11月23日、後楽園ホール大会にて引退することを発表。

## 得意技
- ダイビングギロチンドロップ

仰向けに倒れた相手の首をめがけて自分の太ももで押しつぶす技。
- クーロンズゲート

太腿のあいだに首を入れて抱え上げ、相手を逆さ吊り状態にする。ここから回転し、ジャンプして開脚。相手の頭部をマットにのめりこませる。香港にある九龍城の門の名前がつけられた。
- 青龍門

変型のクーロンズゲート
- ローリングストーン

トップロープから決めるローリング・ネックブリーカードロップ
- 逆回し蹴り

師匠であるライオネス飛鳥直伝の必殺の蹴り技。体を斜めにするようにして前転しながら、前のめりになった相手の顔面を足で蹴飛ばす。
- 毒霧

毒霧の色はイメージカラーの青。
- ドラゴンスープレックス
- ドラゴンバレー

デビル雅美の使用していたファイヤーバレーとほぼ同型の技。

## タイトル歴
GAEA JAPAN
- 初代AAAWジュニアヘビー級タッグ王座

パートナーは里村明衣子
- ハイスパート600トーナメント優勝:2回

OZアカデミー女子プロレス
- 第18代、第19代、第24代OZアカデミー認定無差別級王座
- 第4代、第6代、第11代、第14代、第31代、第37代、第39代OZアカデミー認定タッグ王座

パートナーは永島千佳世(第4代、第6代、第11代)→アジャコング(第14代)→AKINO(第31代)→水波綾(第37代、第39代)
Marvelous
- 第22代AAAWタッグ王座（パートナーは水波綾）

## 入場テーマ曲
- RUSH&BEAT ※「GAEA RHYTHM」に収録。
- 傷だらけのhero（TUBE）
- I am a Hero